# Retraites Populaires
Die Retraites Populaires mit Sitz in Lausanne ist ein Schweizer Vorsorge- und Versicherungsunternehmen. Ihre Kernaktivität umfasst zum einen Vorsorge- und Versicherungslösungen im Rahmen der 2. und der 3. Säule. Zum anderen ist Retraites Populaires auf die Verwaltung von staatlichen und privaten Pensionskassen und Versicherungseinrichtungen im Kanton Waadt spezialisiert und übernimmt unter anderem die ihr delegierte operative Führung der kantonalen Pensionskasse Caisse de pensions de l’État de Vaud (CPEV) und der interkommunalen Pensionskasse Caisse intercommunale de pensions (CIP).

Die Retraites Populaires wurde 1907 als kantonale Institution mit dem Zweck, die Vorsorge im Kanton Waadt zu fördern und weiterzuentwickeln, gegründet. Sie ist in Form einer öffentlich-rechtlichen Anstalt mit eigener Rechtspersönlichkeit organisiert und beschäftigt rund 300 Mitarbeiter. 2008 erzielte das Unternehmen Prämieneinnahmen in der Höhe von 499,3 Millionen Schweizer Franken. Die Vermögensanlagen beliefen sich per Ende 2008 auf rund 3,7 Milliarden Franken. 